# Epicephala colymbetella
Epicephala colymbetella är en fjärilsart som beskrevs av Edward Meyrick 1880. Epicephala colymbetella ingår i släktet Epicephala och familjen styltmalar. Inga underarter finns listade i Catalogue of Life.